# Archegozetes longisetosus
Archegozetes longisetosus är en kvalsterart som beskrevs av Aoki 1965. Archegozetes longisetosus ingår i släktet Archegozetes och familjen Trhypochthoniidae. Inga underarter finns listade i Catalogue of Life.